# Kéleshalom
Kéleshalom é um município da Hungria, situado no condado de Bács-Kiskun. Tem 61,63 km² de área e sua população em 2015 foi estimada em 449 habitantes.